# Wizards of OS

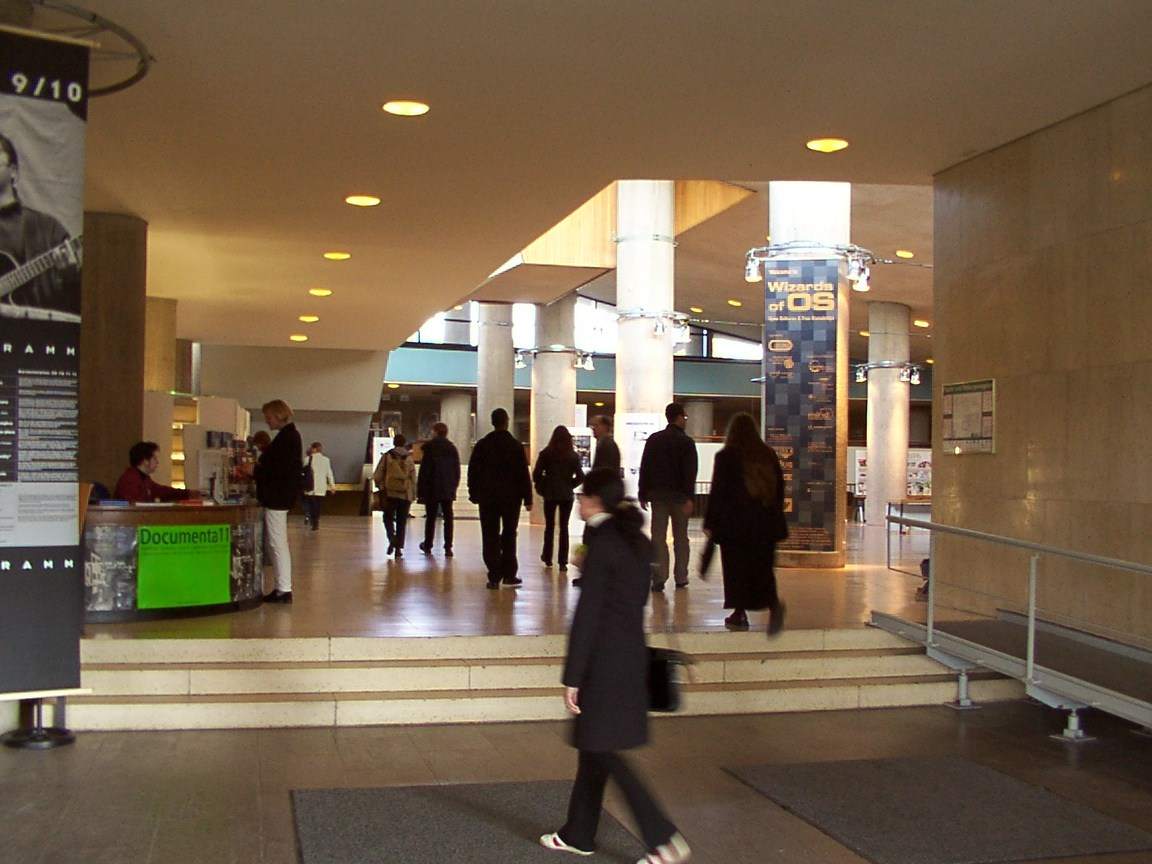
WOS1: Ausstellungsbereich

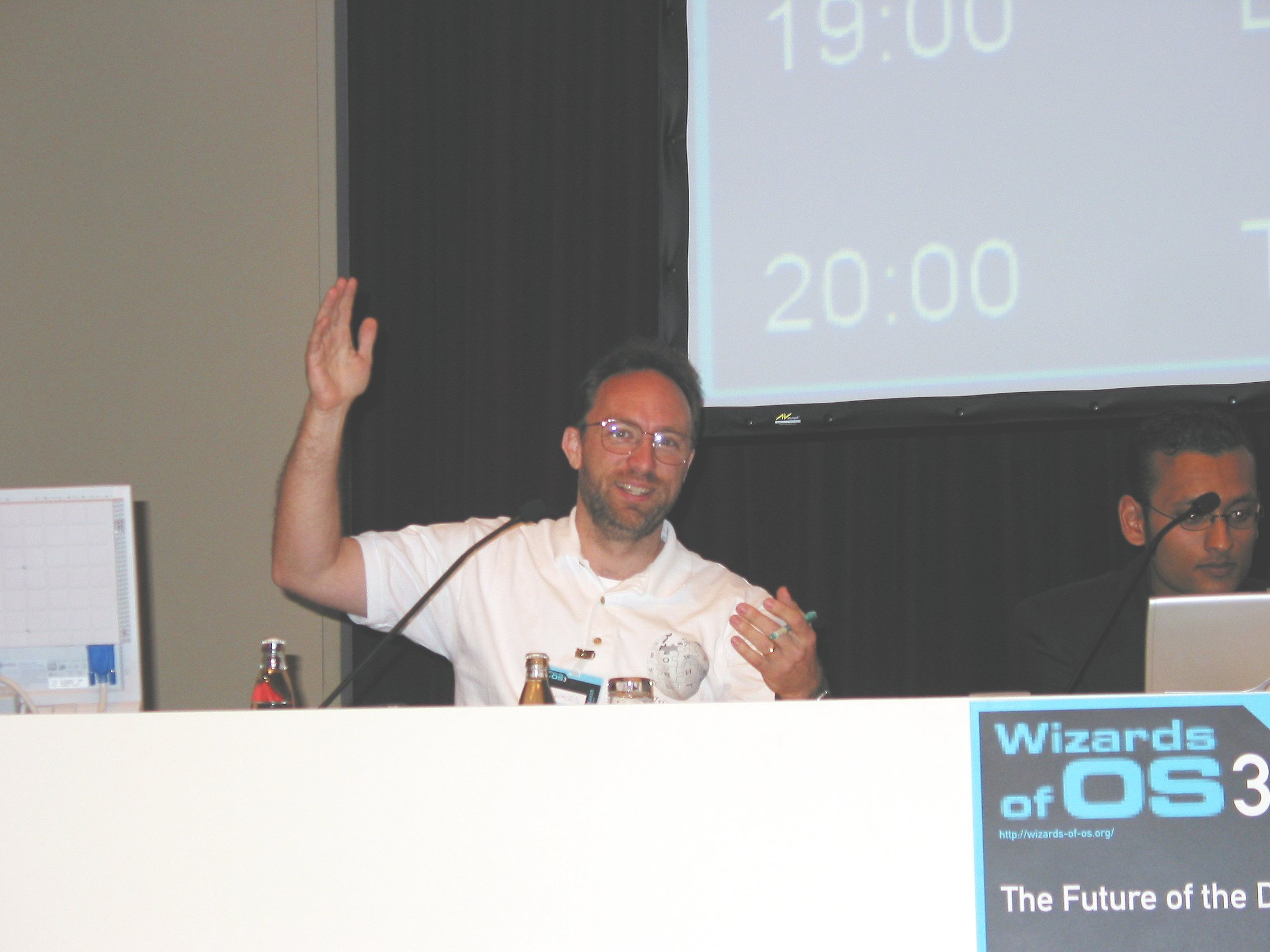
WOS3: Jimmy Wales

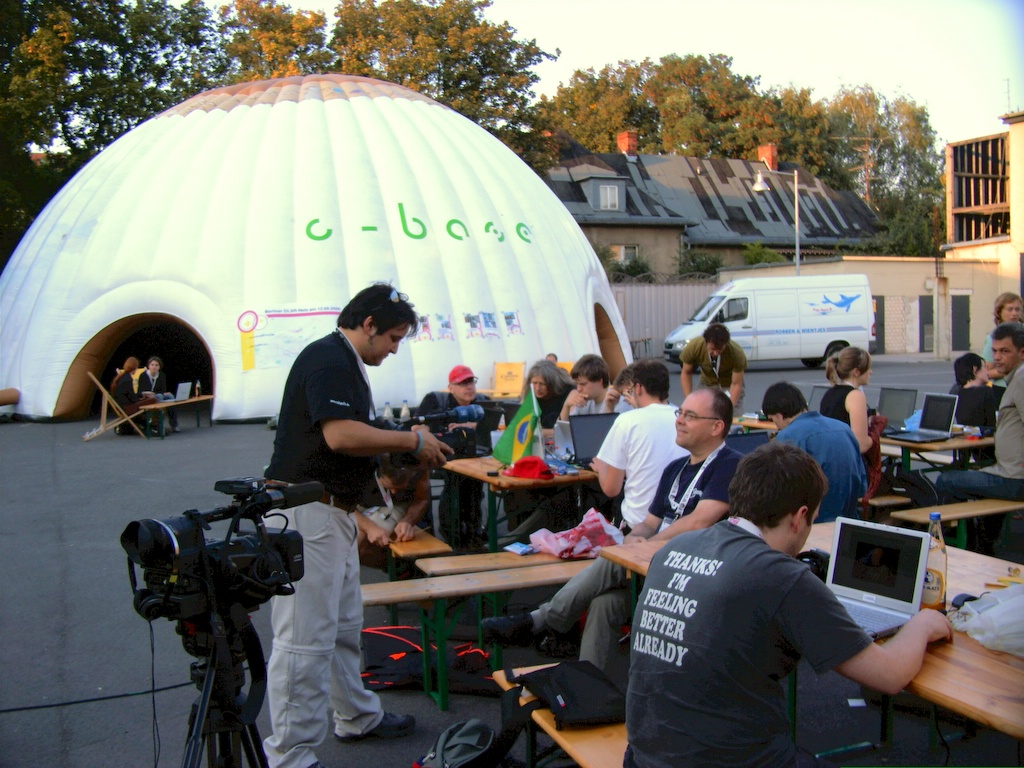
WOS4: Außenbereich zwischen Columbiahalle und Columbiaclub

Wizards of OS, kurz WOS, war eine in Berlin von 1999 bis 2006 viermal stattfindende Konferenz. Ihr Thema war das Potenzial von PC und Internet, Open Source, Open Content, freier Kommunikation und offener Kooperation bei der Schaffung von Wissen und die Wissensordnung digitaler Medien im Allgemeinen.

## Hintergrund
Wizards of OS wurde vom Autor Volker Grassmuck in Kooperation mit der Bundeszentrale für politische Bildung organisiert. An der Organisation beteiligt waren Thorsten Schilling und Tilman Baumgärtel.
Die Konferenz war interdisziplinär angelegt und wollte „eine Plattform für eine Begegnung von ‚harten‘ Technikwissenschaften und ‚weichen‘ Kultur- und Sozialwissenschaften, von Hackern und Anwälten, Geschäftsleuten und Künstlern, Aktivisten und Politikern“ bieten. So zog sie regelmäßig Prominente aus der Open-Source-Welt an. Zu den Referenten auf der WOS zählten Rechtsexperten und Informatiker, aber auch Journalisten und zahlreiche Künstler und Vertreter von Menschenrechts- und Entwicklungshilfeorganisationen.
Neben Vorträgen und Workshops gab es stets auch ein Rahmenprogramm mit Konzerten, Kunstausstellungen und Filmvorführungen, Keysigning-Partys und Preisverleihungen. An der HU Berlin veranstaltete Grassmuck mehrere Begleitseminare, die Hochschule für Grafik und Buchkunst Leipzig veranstaltete im Nachgang zur ersten Konferenz ein WOS-Symposium, der Kunstverein Hamburg und die Volksbühne Berlin jeweils WOS-Workshops mit Konferenzteilnehmern. Wizards of OS war schon im Voraus als vierteilige Konferenzreihe geplant, jedoch kurzfristiger als letztendlich durchgeführt. So war die zweite Auflage ursprünglich schon für September 1999 im ZKM Karlsruhe geplant.
Der Name an sich ist eine Verballhornung von Wizard of Oz. Das „OS“ im Namen steht für Operating Systems (und nicht, wie oft vermutet „Open Source“). Der veranstaltende Verein mikro e. V. befasst sich seit 1998 mit diesen, das Thema Freie Software wurde erst spät in die Planungen zu einer Veranstaltung zu „Betriebssysteme[n] von technischen und von sozialen Systemen“ aufgegriffen.

## Veranstaltungen

### 1999
Wizards of OS – Offene Quellen und Freie Software vom 16. bis zum 17. Juli 1999 im Haus der Kulturen der Welt in Berlin war die erste Veranstaltung in Deutschland, die sich der Kultur, der Philosophie, der Politik und der Ökonomie freier Software widmete.
Rund 300 bis 700 Besucher hörten etwa 50 Vorträge von u. a. Detlef Borchers, Dieter Ernst, Volker Grassmuck, Benedikt Härlin, Friedrich Kittler, Armin Medosch, Tim O’Reilly, Peter Weibel, Thorsten Schilling, Alexeij Shulgin und Norbert Szyperski.
Richard Stallman stellte das Konzept einer freien Enzyklopädie vor, das er später als GNUPedia startete. In der Konferenz fand auch das Projekt Oekonux seinen Ursprung, das es sich zur Aufgabe gesetzt hat, zu untersuchen, welche Potentiale freie Software hat, die herrschenden politischen und ökonomischen Strukturen grundlegend zu ändern.

### 2001
Die zweite Auflage fand unter dem Motto Offene Kulturen & Freies Wissen vom 11. bis zum 13. Oktober 2001 wieder im Haus der Kulturen der Welt statt.
Zu den rund 100 Referenten gehörten Detlef Borchers, Hansjürgen Garstka, Volker Grassmuck, Georg Christof Florian Greve, Johnny Haeusler, Sascha Kösch, Stefan Krempl, Maurizio Lazzarato, Bo Leuf, Thomas Macho, Armin Medosch, Axel Metzger, Andy Müller-Maguhn, Janko Röttgers und Thorsten Schilling.

### 2004
WOS3 (The Future of the Digital Commons) fand vom 10. bis zum 12. Juni 2004 im Berliner Congress Centrum und vier weiteren Veranstaltungsorten in Berlin statt.
Vorträge gab es u. a. von Ross Anderson, Markus Beckedahl, Detlef Borchers, Wolfgang Coy, Dragan Espenschied, Stefan Gradmann, Volker Grassmuck, Benedikt Härlin, Stevan Harnad, Stefan Krempl, Thomas Krüger, Felix von Leitner, Weni Markowski, Armin Medosch, Eben Moglen, Cornelia Sollfrank, Rena Tangens, Michael Tiemann, Jimmy Wales und Harald Welte.
Die Europäische EDV-Akademie des Rechts startete auf der Konferenz das Creative-Commons-Länderprojekt Creative Commons Deutschland, nachdem Lawrence Lessig zunächst die deutsche Übersetzung der Lizenz vorstellte. Bei den angeschlossenen Wikipedia Community Days wurde am 13. Juni mit Wikimedia Deutschland das erste Länderchapter der Wikimedia Foundation gegründet.
Im Rahmenprogramm der Konferenz fand u. a. die Auslandspremiere des ersten Spielfilms unter CC-Lizenz, CH7, statt.

### 2006
WOS4 – Information Freedom Rules fand vom 14. bis zum 16. September 2006 in der Columbiahalle und vier weiteren Veranstaltungsorten in Berlin statt. Thematische Schwerpunkte waren Autorschaft und Kultur, Ökonomie und Arbeit, sowie Regeln und Werkzeuge der Freiheit.
Zu den rund 1000 Teilnehmern zählten 120 akkreditierte Journalisten und Blogger sowie 90 Vortragende und Workshopleiter, darunter Yochai Benkler, Detlef Borchers, Christian von Borries, Danny Bruder, Wolfgang Coy, Urs Gasser, Volker Grassmuck, Martin Haase, Armin Medosch, Janko Röttgers, Thorsten Schilling und Hal Varian.
Lawrence Lessig startete hier das von Roland Alton-Scheidl geleitete Projekt registeredcommons.org, Larry Sanger stellte der Öffentlichkeit seine Pläne für das Citizendium vor. Helge Haas moderierte die Publikumsveranstaltung Die Show des freien Wissens.